# Grove City (Minnesota)
Grove City é uma cidade localizada no estado americano de Minnesota, no Condado de Meeker.

## Demografia
Segundo o censo americano de 2000, a sua população era de 608 habitantes.
Em 2006, foi estimada uma população de 593, um decréscimo de 15 (-2.5%).

## Geografia
De acordo com o United States Census Bureau tem uma área de 1,8 km², dos quais 1,7 km² cobertos por terra e 0,1 km² cobertos por água. Grove City localiza-se a aproximadamente 363 m acima do nível do mar.

## Localidades na vizinhança
O diagrama seguinte representa as localidades num raio de 24 km ao redor de Grove City.